# Carlo Pavesi
Carlo Pavesi (Voghera, 10 de junho de 1923 — Milão ou Vicenza, 24 de março de 1995) foi um esgrimista italiano especialista em espada. Foi campeão olímpico por quatro ocasiões.
A sua carreira esportiva decorreu praticamente na década de 1950, período em que os italianos predominavam o esporte. Além das quatro medalhas olímpicas, conquistou dez medalhas mundiais e outras quatro dos Jogos do Mediterrâneo. Depois de sua aposentadoria, assumiu diversos cargos em instituições, a maioria bancária.
Em sua homenagem, o Circolo della Spada di Vicenza organizou um torneio memorial anual, enquanto um ginásio situado na mesma comuna recebeu seu nome em 2007.

## Vida pregressa
Pavesi nasceu em 10 de junho de 1923, na comuna de Voghera, mas cresceu em Vicenza onde residiu a maior parte de sua vida.

## Carreira esportiva
Os primeiros resultados significativos de Pavesi datam do início da década de 1950, período de hegemonia italiana e que tinha os irmãos Mangiarotti como os principais nomes. Entre 1950 e 1951 ele conquistou três medalhas mundiais e duas medalhas na primeira edição dos Jogos do Mediterrâneo. Em 1952 Pavesi estreou nos Jogos Olímpicos, na edição realizada em Helsinque; contudo, os eventos do esporte ocorreram na cidade vizinha Espoo. No dia 26 de julho, os italianos triunfaram sobre os suecos e se tornaram campeões olímpicos. Por outro lado, o bom desempenho individual não foi suficiente para subir ao pódio.
Depois de seu primeiro ciclo olímpico, Pavesi se consolidou como um dos principais nomes do esporte e contribuiu com o tricampeonato mundial da Itália. Em 1955, visando a preparação para os Jogos Olímpicos do ano seguinte, viajou para Barcelona onde obteve mais duas medalhas dos Jogos do Mediterrâneo. O ápice de Pavesi foi alcançado entre 28 e 30 de novembro de 1956, intervalo em que conquistou as duas medalhas de ouro que disputou nos Jogos de Melbourne, Austrália. Na primeira oportunidade, a equipe italiana quase foi eliminada nas semifinais após um revés para os belgas; contudo, qualificou-se nos critérios de desempates e o feito se concretizou depois das vitórias contra França, Grã-Bretanha e Hungria. O ouro do evento individual, por sua vez, aparentou-se distante quando o compatriota Giuseppe Delfino vencia o norte-americano Richard Pew e se aproximava do título; contudo, Delfino perdeu a partida. Por conseguinte, o grupo final terminou com os três primeiros colocados empatados e a definição do pódio foi decidida num grupo extra, vencido por Pavesi.
Nos últimos anos da década, Pavesi ainda conquistaria duas medalhas de ouro nos mundiais por conjunto. Para a edição de 1960, o sistema de disputa do evento por equipes foi alterado, adotando partidas eliminatórias após uma fase inicial de grupos. A Itália liderou o seu chaveamento vencendo Estados Unidos e Portugal; mais tarde, eliminou Suécia e União Soviética e conquistou o tricampeonato olímpico sobre a Grã-Bretanha.

## Carreira administrativa
Após a carreira esportiva, Pavesi se envolveu em inúmeros cargos administrativos das mais variadas áreas. Entre 1966 a 1989, foi gerente gerente geral da Banca Popolare di Vicenza, um dos maiores bancos italianos da época. Logo depois, assumiu o cargo de diretor-gerente. Ele também presidiu os institutos dos Bancos Populares Italianos e do Crédito Fundiário, além do cargo de diretor do comitê executivo da Associação Bancária Italiana.

## Falecimento
Pavesi morreu em 24 de março de 1995, aos 71 anos.

## Legado
Por sua contribuição esportiva, Pavesi foi homenageado na comuna em que residiu, Vicenza. Após seu falecimento, o Circolo della Spada começou a organizar um torneio memorial anual. Em 2007, a comissão municipal deu seu nome para um ginásio de esgrima.